# 피네간의 경야

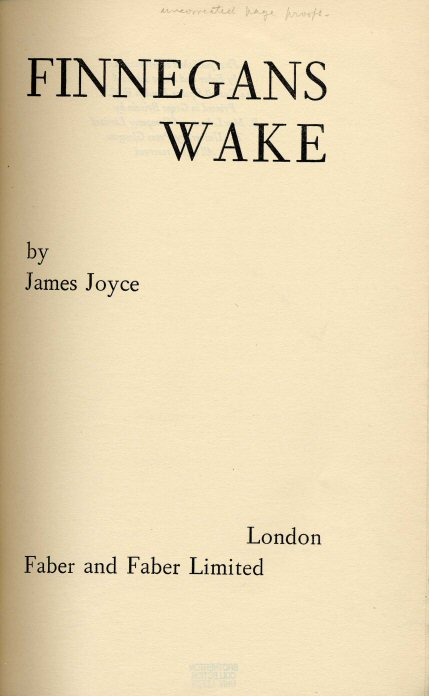

피네간의 경야(-經夜, 영어: Finnegans Wake)는 아일랜드의 소설가 제임스 조이스가 쓴 소설로, 1939년에 출판되었다.

## 개요
소설의 특징은 전위 예술적이고 실험적인 서술 방식과 그에 따른 언어의 왜곡이다. 이 소설에는 의식의 흐름 기법이 사용되었고 영어를 중심으로 언어가 여러 방법으로 왜곡되어 있어 영문학에서는 매우 난해한 작품으로 손꼽힌다. 작가인 조이스의 바로 전 작품은 1922년에 출판된 율리시스이며, 율리시스 역시 난해하다는 점에서 피네간의 경야와 함께 자주 거론된다.

## 기타
피네간의 경야에서 생긴 신조어들 중 일부는 실제 단어로 쓰이고 있다. 물리학에서 쓰이는 쿼크라는 용어의 어원은 피네간의 경야의 "Three quarks for Muster Mark"라는 구절에서 나온 것이다.
언어적인 복잡성에도 불구하고, 피네간의 경야는 프랑스어, 독일어, 일본어, 스페인어, 한국어 등의 다양한 언어로 번역되었으며, 그 중 한국어 번역은 고려대학교의 김종건 교수에 의한 것으로 조이스의 신조어들을 한자어로 번역한 것이 특징적이다.